# Литература за израстването

## Дефиниция
Като възпитателна литература се класифицират литературни произведения, чиито герои с течението на сюжета израстват като личности, придобиват полезни социални умения и/или се отървават от често срещани в реалния свят недостатъци. По този начин те дават пример и/или стимул на читатели, които имат нужда от подобно израстване, или подобни недостатъци, да подобрят личността си.
Най-често възпитателните произведения описват израстването в прехода от детството към зрелостта. Към тази група обаче често биват причислявани и произведения, които описват по-ранни или по-късни етапи от съзряването на човешката личност.
За пръв път концепцията за „възпитателна“ литература като отделен тип или жанр се появява в немските литературни среди. Терминът представлява превод на немската дума Bildungsroman. Явлението обаче далеч предхожда дефинирането си.

## Подстилове
Някои автори разграничават следните подстилове:
- Entwicklungroman (литература на израстването) – обсъжда повече физическото израстване, отколкото личностното
- Erziehungsroman (литература за обучението) – обсъжда предимно възпитанието и формалното обучение
- Kunstlerroman (литература за твореца на изкуство) – обсъжда предимно израстването на човека като творец на изкуството – писател, художник, музикант...

## Обща схема
В класическия си вид възпитателната литература обикновено следва в някаква степен следната схема:
- загуба, принуда или несъгласие подтиква главния герой или героиня да напусне семейството си, и да предприеме пътешествие;
- процесът на съзряването е дълъг, труден и постепенен, и се състои от повтарящи се сблъсквания между нуждите и желанията на протагониста, и правилата и изискванията, налагани от непоклатим социален ред;
- в крайна сметка протагонистът приема духа и ценностите на социалния ред, и се интегрира добре в обществото;
- произведението приключва с преценка на протагониста за своята еволюция и израстване.

## История
Вероятно най-ранните „възпитателни произведения“ са устно предаваните приказки, които целят да научат децата на необходимата им в живота мъдрост. По-късно се появяват книги, писани със същата цел. Още по-късна е появата на книги, ориентирани не толкова към децата, колкото към възрастните, към изкореняването на типични за възрастните недостатъци, а не към адаптирането към социалния порядък. Също по-късен феномен е създаването на „възпитателни филми“ – отначало по успешни възпитателни книги, а след това и пряко.

## Типични представители
Списъкът произведения и автори от тази група е огромен. Някои от най-популярните са:
- Хорейшо Алджър (ориентация предимно към възрастта 8-15 години)
- Лий Харпър (ориентация към възрастта 10-15 г.)
- Джоан Роулинг (ориентация предимно към възрастта 10-17 години)
- Стивън Кинг (ориентация предимно към пълнолетни, в някои по-ранни произведения към ученици)

Някои филми, които могат да бъдат причислени към този тип произведения, са:
- Зрелостникът
- Да убиеш присмехулник
- Добрият Уил Хънтинг